# Valeri Afanassiev
Pour les articles homonymes, voir Afanassiev.
Valeri Pavlovitch Afanassiev (en russe : Валерий Павлович Афанасьев) est un pianiste et un romancier russe né à Moscou le 8 septembre 1947.

## Biographie
Il a étudié le piano au conservatoire de Moscou avec Dmitri Blagoï, Emil Guilels et Iakov Zak. En 1969, il remporte le premier prix du concours Bach à Leipzig, trois ans plus tard celui du concours Reine Élisabeth à Bruxelles. Après un concert au château de Chimay, il décide de demander l'asile politique à l'ouest et prend la nationalité belge. Il vit à Versailles depuis 1974.
Outre ses activités musicales, Afanassiev est aussi l'auteur de neuf romans, écrits en français ou en anglais, de poésie, et de pièces de théâtre qu'il a lui-même interprétées. Il est connu comme un expert en grands vins et un amateur éclairé d'antiquités.

## Répertoire
Afanassiev fut d'abord connu comme partenaire en duo de Gidon Kremer. Ses interprétations de Schubert, de Beethoven et d'autres sont considérées comme inhabituelles à cause de sa recherche d'une extrême expressivité. Pendant quelques années il a également été chef d'orchestre. Il a également joué en duo avec Mischa Maisky. Son répertoire principal est la musique romantique. Il interprète entre autres Bach, Beethoven, Brahms, Schumann, Moussorgski et Chopin.

## Œuvres littéraires
- La Disparition, édité au Seuil, 1983.
- La Chute de Babylone, édité par Belfond, 1985.
- La Galerie des glaces, édité par José Corti, 1995.
- Les Lettres sonores, édité par José Corti, 1995.
- Le Silence des sphères, édité par José Corti, 2009.
- Notes de pianiste, édité par José Corti, 2012.

## Citations
- « Les sept romans que j’ai écrits depuis 1974 n’ont en fait qu’un seul sujet, un seul décor : la mythologie humaine. »